# Raffaele Scorzoni
Raffaele Scorzoni né le 28 avril 1902 à Bologne et mort le 8 juillet 1975 dans la même ville, est un ancien arbitre italien de football des années 1930 et 1940.

## Biographie
Raffaele Scorzoni a officié dans 240 matchs de première division italienne. Il fut affilié au club de Bologne. Il a officié en tant qu'arbitre assistant en coupe du monde de football de 1934.

## Carrière
Raffaele Scorzoni a officié dans des compétitions majeures : 
- JO 1936 (1 match)
- Coupe d'Italie de football 1940-1941 (finale rejouée)